# Tyra Banks
Tyra Lynne Banks (Inglewood, Kalifornia, 1973. december 4. –) kétszeres 
Daytime Emmy-díjas  amerikai televíziós személyiség, producer, üzletasszony, színésznő, író, modell és énekesnő. 15 évesen kezdte karrierjét, ő volt az első afroamerikai nő, aki megjelent a CQ és a Sport Illustrated Swimsuit Issue címlapján, melyen kétszer is szerepelt. A Victoria’s Secret modelljeként működött közre 1997 és 2005 között. A 2000-es évek első felében ő lett a világ egyik legkeresettebb modellje.
Karrierjét 1993-ban kezdte a Kaliforniába jöttem nevű sitcomban való szereplésekor, de debütálását az 1995-ös Megoldatlan egyenletek című film hozta meg. 2000-ben megkapta a Hát nem baba! című film főszerepét, amiben Eve szerepét játszotta, valamint szintén ezévben szerepelt a Sakáltanya című filmben, ahol Zoe-t alakította. Kisebb szerepe volt a Nem adok kosarat! (2000) és a Halloween – feltámadás (2002) című filmben, ezeken kívül epizódszereplő volt a Gossip Girl – A pletykafészek és a Glee című sorozatban is.
2003-ban elindította saját televíziós produkcióját, a Topmodell leszek! című realityt, mely 22 évadot élt meg 2015-ös kaszálásáig. A valóságshow újraélesztésekor továbbra is vezetőproducere volt a műsornak, és kibővítették még további két évaddal, melyben Rita Ora énekesnő is szerepelt. Együttműködött a True Beauty című reality megalkotásában, és kapott egy saját beszélgetős műsort is, a The Tyra Banks Showt, mely 5 évad után két Emmy-díjban részesült. 2 hónapig a FABLife házigazdája volt. 2010-ben megjelentette Modelland című könyvét, mely a The New York Times című újság bestseller listáján benne volt a legkeresettebb kiadványok között. Tyra Banks-et az egyik legbefolyásosabb afroamerikai nőnek tartja számon a Time magazin.

## Gyermekkor
Tyra Lynne Banks a kaliforniai Inglewoodban született 1973. december 4-én. Szülei, Donald Banks, számítógépfejlesztő és Carolyn London (jelenleg vezetékneve London-Johnson) fényképész. Van egy 5 évvel idősebb bátyja, akit Devinnek hívnak. 1979-ben, mikor 6 éves volt, a szülei elváltak. Korábbi tanulmányait a John Burroughs Middle School-ban végezte, majd 1991-ben érettségizett le a los angelesi Immaculate Heart High School-ban. Elmondása szerint "rút kiskacsának" csúfolták diákként iskolatársai megjelenése miatt. 11 évesen 3 hónap alatt 7,62 centimétert (azaz 3 inchet) nőtt és 30 kilogrammot fogyott. Egy DNS teszt során, melyet a Topmodell leszek! című műsorában is bemutattak, kiderült, hogy elsősorban afrikai ősei vannak, de brit és indián vér is csörgedezik ereiben.

## Magánélet
1993-ban egy közös barát révén találkozott John Singleton rendezővel. 1995-ben kezdtek el járni és Tyra szerepelhetett kedvese filmjében, a Higher Learningben. A szupermodellt sokan támadták a filmbeli megjelenése miatt, de Singleton biztosított mindenkit arról, hogy Tyra kizárólag tehetségének köszönhette szerepét. Azonban 1996-ban elváltak útjaik. Rövidesen Seallel, a híres énekessel folytatott viszonyt.
2002-től 2004-ig a Sacramento Kings kosárlabdacsapat egyik játékosával, Chris Webberrel volt együtt. A szupermodell 2006 egyik novemberi The Tyra Banks Show-jában Jackie Christie-vel, Doug Christie NBA-sztár feleségével folytatott beszélgetés során könnyekkel küszködve beszélt volt kapcsolatáról.

## Karrier

### Modellkedés
15 évesen kezdte el a szakmát, miközben Los Angelesbe járt iskolába. Négy modellügynökség utasította el, amíg az L.A. Models le nem szerződtette, melyből 16 évesen kilépett, és átváltott az Elite Model Management nevű ügynökségre. Mikor megkapta a lehetőséget, hogy karrierjét Európában kiépítse, Milánóba költözött. Az 1991-es párizsi divathéten 25 divatbemutatóban dolgozott, mint kifutómodell. Szerepelhetett az amerikai, az olasz, a francia és a spanyol Vogue, az amerikai, francia, német és spanyol Elle, az amerikai, a német és a maláj Harper's Bazaar, a V, a W, és a Vanity Fair magazinokban, valamint a címlaplánya lehetett az Elle, a Harper's Bazaar, a spanyol Vogue, a Cosmopolitan, a Seventeen és a Teen Vogue magazinoknak. Szerepelt a Chanel, Oscar de la Renta, Yves Saint Laurent, Anna Sui, Christian Dior, Donna Karan, Calvin Klein, Perry Ellis, Marc Jacobs, Givenchy, Herve Leger, Valentino, Fendi, Isaac Mizrahi, Giorgio Armani, Sonia Rykiel, Michael Kors és egyéb neves tervezők divatbemutatóiban. Közreműködött Yves Saint Laurent, Dolce & Gabbana, Escada, Tommy Hilfiger, Ralph Lauren, Halston, H&M, XOXO, Swatch, Versace, Christian Lacroix, Victoria’s Secret, Got Milk?, Pepsi és a Nike reklámkampányában. 1993-ban a CoverGirl kozmetikumokat gyártó vállalat reklámanyagaiban szerepelt. Egyike volt azon pár színes bőrű modellnek, akik elnyerték a szupermodell státuszt. Az 1990'-es évek közepén visszaköltözött Amerikába, hogy ott folytassa tovább karrierjét.
Ő volt az első nő, aki a Sports Illustrated Swimsuit Issue címlapján szerepelhetett, és az első afroamerikai nő, aki a CQ magazin címlapján pózolt. 1997-ben a VH1 megválasztotta az év szupermodelljének. Ebben az évben ő volt az első afromaerikai, akit a Victoria’s Secret a katalógusának a címlapjára választott. 2010-ben leszerződött az IMG Models nevű ügynökséghez. Jelenleg az olasz Vogue weboldalának az egyik kezelője, és a filmes karrierjére, illetve saját TV műsorára fordítja energiáját.

### Televíziós szereplés
Tyra tévés karrierje a The Fresh Prince of Bel-Air negyedik évadjával kezdődött, amelyben Will régi barátját, Jackie Ames-t alakította és hétszer jelent meg a sorozatban. A szupermodell szerepelt már a Felicity-ben, a MADtv-n, a Nick Cannon's Wild 'N Outban, a Coyote Ugly-ban és a The Price Is Rightban.
Jelenleg[mikor?] modellkereső valóságshow-jának, az Topmodell leszek! (America's Next Top Modelnek) a háziasszonya, illetve a saját nevével fémjelzett The Tyra Banks Show műsorvezetője, amely tartalma a fiatal nőknek szól. A talk show szlogenje: "Minden nőnek van egy története, ami Tyrával is megtörtént." A műsorban többek közt megismerhetjük a volt szupermodell gyerek- és serdülőkorát. Az első két széria Los Angelesben került felvételre, míg a harmadik évadtól már New Yorkban forgatnak.
Cameoszerepet kapott a Gossip Girl – A pletykafészek című sorozat első évadjában: egy színésznőt játszott, akinek a karrierje válságban van.

## Filmjei
| Év   | Cím                       | Szerep                 |
| ---- | ------------------------- | ---------------------- |
| 1995 | Higher Learning           | Deja                   |
| 1999 | Love Stinks               | Holly Garnett          |
| 2000 | Love & Basketball         | Kyra Kessler           |
| 2000 | Life-Size                 | Eve Doll               |
| 2000 | Sakáltanya                | Zoë                    |
| 2002 | Halloween: Resurrection   | Nora Winston           |
| 2002 | Eight Crazy Nights        | Victoria’s Secret Gown |
| 2007 | Mr. Woodcock              | Saját magát            |
| 2008 | Trópusi vihar             | Saját magát            |
| 2009 | Hannah Montana: The Movie | Saját magát            |

## Zenélés
A sztár olyan énekesekkel készített videóklipet, mint Michael Jackson, Tina Turner, Mobb Deep és George Michael. Ám 2004-ben kiadta saját dalát, a "Shake Your Body-t", melynek videójában az America's Next Top Model második szériájának versenyzői és Jay Manuel is szerepelt. Többek közt az ANTM főcímdalát is ő énekli.
A "Shake Your Body" című számával nem aratott sikert, zeneileg megbukott.

## További információ
- Hivatalos oldal
- Tyra Banks a Facebookon
- Tyra Banks a PORT.hu-n (magyarul)
- Tyra Banks az Internetes Szinkronadatbázisban (magyarul)
- Tyra Banks az Internet Movie Database-ben (angolul)
- Tyra Banks a Rotten Tomatoeson (angolul)